# Xeno
Cette page contient des caractères spéciaux ou non latins. S’ils s’affichent mal (▯, ?, etc.), consultez la page d’aide Unicode.
La série Xeno (ゼノ, Zeno), aussi appelée Xeno series ou Xenoseries, est une série officieuse de jeux vidéo de rôle de science-fiction créée par Tetsuya Takahashi et Soraya Saga. Le premier jeu, Xenogears, est développé chez Square, tandis que les jeux suivants, qui forment les séries Xenosaga, puis Xenoblade Chronicles, sont développés au sein du studio Monolith Soft, créé par Takahashi après son départ de Square. Bien que ces trois séries de jeux vidéo n'aient pas de connexions directes au niveau de l'histoire, elles partagent toutes le préfixe "Xeno", ce que Takahashi décrit comme une façon de reconnaître ses jeux, une sorte de représentation symbolique de l'œuvre ; elles partagent aussi une symbolique et une imagerie similaire. Tous les jeux de cette méta-série prennent place dans un décor de science-fiction avec quelques éléments de fantasy, auxquels s'ajoutent différents thèmes philosophiques, psychologiques et religieux.
Le premier titre, Xenogears, est initialement proposé par Tetsuya Takahashi et Kaori Tanaka pour devenir l'histoire de Final Fantasy VII, cependant, à cause de son scénario jugé trop mature et violent pour un jeu Final Fantasy, il est finalement autorisé à être développé en tant que série propre. Le projet est gigantesque : six jeux qui s'étendent sur plusieurs dizaines de milliers d'années. Après que Square ait décidé de se focaliser sur Final Fantasy,, et de laisser le projet Xenogears de côté, Takahashi et certains membres de l'équipe du jeu partent fonder Monolith Soft et commencent à travailler sur les jeux Xenosaga. Ce projet, comme pour le premier, est censé faire partie d'une série de six épisodes encore plus ambitieux que le premier s'étendant sur plusieurs millions d'années et plusieurs univers. Et, à l'instar de Xenogears, Xenosaga se termine prématurément cette fois-ci à cause du nombre de ventes trop faible. Alors Monolith Soft commence un nouveau jeu, Xenoblade Chronicles, marquant le début de la série Xenoblade. Les jeux de la Xenoseries se sont généralement bien vendus et sont reçus comme des succès critiques auprès de la presse de par leur gameplay, leur synthèse d'influences du monde entier et les histoires complexes qu'ils racontent.

## Jeux
| 1998 | Xenogears                                          |
| 1999 |                                                    |
| 2000 |                                                    |
| 2001 |                                                    |
| 2002 | Xenosaga Episode I: Der Wille zur Macht            |
| 2003 |                                                    |
| 2004 | Xenosaga Freaks                                    |
| 2004 | Xenosaga Episode II: Jenseits von Gut und Böse     |
| 2004 | Xenosaga Pied Piper                                |
| 2005 |                                                    |
| 2006 | Xenosaga I + II                                    |
| 2006 | Xenosaga Episode III: Also sprach Zarathustra      |
| 2007 |                                                    |
| 2008 |                                                    |
| 2009 |                                                    |
| 2010 | Xenoblade Chronicles                               |
| 2011 |                                                    |
| 2012 |                                                    |
| 2013 |                                                    |
| 2014 |                                                    |
| 2015 | Xenoblade Chronicles 3D                            |
| 2015 | Xenoblade Chronicles X                             |
| 2016 |                                                    |
| 2017 | Xenoblade Chronicles 2                             |
| 2018 | Xenoblade Chronicles 2: Torna – The Golden Country |
| 2019 |                                                    |
| 2020 | Xenoblade Chronicles: Definitive Edition           |
| 2021 |                                                    |
| 2022 | Xenoblade Chronicles 3                             |
| 2023 | Xenoblade Chronicles 3: Un avenir retrouvé         |
| 2024 |                                                    |
| 2025 | Xenoblade Chronicles X: Definitive Edition         |

- Série principale
- Spin-off
- Remake, remaster
- DLC

Xenogears (ゼノギアス, Zenogiasu) sort sur la PlayStation en 1998 au Japon et en Amérique du Nord. L'histoire se déroule en 9999 sur une planète alien où s'affrontent les deux empires de Kislev et d'Aveh. Le protagoniste de cette histoire, Fei Fong Wong, peintre amnésique, se retrouve impliqué dans un conflit complexe face à des forces qui contrôlent le monde en secret depuis des milliers d'années. Le gameplay comporte du combat au tour par tour aussi bien au sol que dans des méchas bipèdes appelés Gears. Ces armes permettent d'apporter de nouveaux éléments au système de combat et sont aussi centrales dans l'histoire du jeu. Originellement, Xenogears est pensé comme une hexalogie. Le jeu Xenogears est censé être le cinquième épisode de la série. Xenogears appartient aujourd'hui à Square Enix.
Xenosaga (ゼノサガ, Zenosaga) est formée d'une trilogie principale de jeux de rôle pour la PlayStation 2 et de spin-offs servant à compléter l'histoire principale. Ces jeux sortent entre 2002 et 2006. Cette trilogie reprend un gameplay similaire à Xenogears malgré une refonte et un réajustement drastique du gameplay et de l'histoire dans le second jeu. À l'instar de Xenogears, Xenosaga est pensé comme une histoire de six épisodes et, encore une fois, ce projet encore plus ambitieux que Xenogears est raccourci à trois épisodes pour diverses raisons. Xenosaga n'est ni une continuation, ni une prequelle directe de Xenogears malgré des similarités entre les deux œuvres. Elle est considérée comme un successeur spirituel de l'œuvre originale. Aujourd'hui, Xenosaga appartient à Bandai Namco Entertainment.
Xenoblade Chronicles (ゼノブレイド, Zenobureido) comprend aujourd'hui quatre jeux principaux : Xenoblade Chronicles (2010), Xenoblade Chronicles X (2015), Xenoblade Chronicles 2 (2017) avec son extension Torna - The Golden Country (2018) et Xenoblade Chronicles 3 (2022). Cette série abandonne le tour par tour pour passer à un action-RPG incluant des compétences (appelées "Arts") qui nécessitent un temps de recharge avant de pouvoir être réutilisées, et des auto-attaques nécessaires pour lancer une attaque spéciale ou pour recharger les Arts. La trilogie des Xenoblade numérotés est appelée la saga de Klaus, elle est séparée narrativement de Xenoblade X. Xenoblade Chronicles X ajoute les Skells : des mechas géants qui permettent de voyager et de se battre dans des environnements larges. Là où Xenoblade Chronicles et Xenoblade Chronicles 2 sont des jeux basés principalement sur l'histoire, Xenoblade X se base lui sur une structure non linéaire favorisant l'exploration dans un monde ouvert. Il n'existe pas de connexions directes entre Xenoblade X et le reste de la série. Les Skells renvoient aux Gears de Xenogears. Xenoblade appartient à Nintendo et à Monolith Soft.

## Éléments communs

### Nom de la série
Le préfixe "Xeno" (du grec ancien ξένος, xénos) qui signifie quelque chose d'étrange ou d'étranger est utilisé comme la connexion entre les différents thèmes des jeux. Le titre Xeno est répété à travers toute la série : dans une interview concernant Xenoblade Chronicles, Tetsuya Takahashi le réalisateur du jeu a expliqué que ce préfixe est une référence aux œuvres précédentes de Monolith Soft. Plus tard, ce titre a été décris comme un moyen de distinguer le travail de Takahashi, ce que le journaliste appelle une "signature du réalisateur".

### Objets et personnages

#### Univers
Les différentes histoires racontées dans Xenogears, Xenosaga et Xenoblade débutent toutes sur Terre au XXIe siècle. Dans toutes ces histoires, l'humanité est contrainte de quitter la planète ou de disparaître.
Ce qui est appelé la saga de Klaus est la trilogie qui se déroule à la suite de l'expérience menée par un scientifique qui mène à la destruction de la Terre. Cette trilogie est composée des Xenoblade numérotés. Ils n'ont pas d'autre liens avérés avec Xenoblade X autre que des références ou caméos.

#### Nom des personnages
À travers la série, on retrouve des personnages portant le même nom qui font office d'archétypes.
Dans Xenogears, le joueur est confronté très tôt à Citan Uzuki, un simple docteur en apparence, qui possède énormément de connaissances sur le monde et ses secrets, il est ce qui peut s'apparenter à une représentation de la sagesse et/ou de la maturité. Par la suite, dans Xenosaga, Jin Uzuki, le frère de la protagoniste tient, lui aussi, le même rôle.
Dans tous les jeux qui composent la série Xeno, on peut retrouver un personnage récurrent dont le nom est Vanderkam ou Vandham, tantôt ennemi, tantôt allié ou figure paternelle, il n'entretient pas les mêmes relations avec les personnages principaux durant l'histoire mais est toujours lié à une position dans la hiérarchie qui s'apparente à celle de chef d'une armée.

#### Imagerie et symbolique

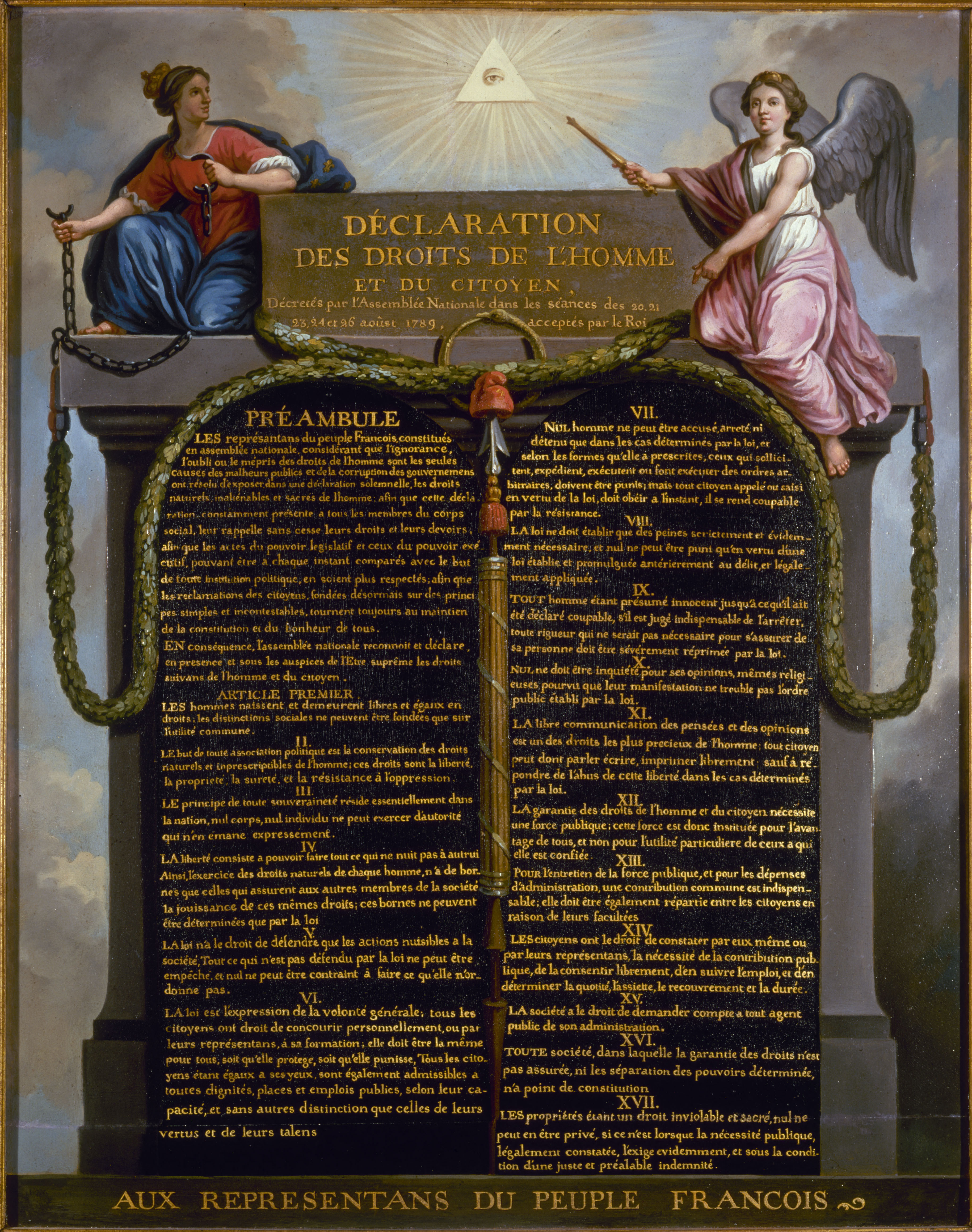
Représentation de l'œil omniscient dans la Déclaration des droits de l'homme et du citoyen de 1789.

Bien que les jeux de cette méta-série racontent tous des histoires différentes, certains évènements et thèmes restent présents dans tous les jeux.
Par exemple, les histoires de Xenogears, Xenosaga, Xenoblade Chronicles et Xenoblade Chronicles 2 commencent toutes au XXIe siècle sur Terre où les hommes découvrent un artéfact, nommé Zohar ou Conduit,, qui sert de source infinie d'énergie, son usage par les personnages diffère selon la série. Il est représenté sous la forme d'un monolithe doré incrusté d'un œil unique, faisant penser aux représentations de l'œil omniscient, ou ayant une forme qui rappelle celle d'un crucifix dans la religion chrétienne. La forme du Zohar peut être retrouvée à maintes reprises dans la série,.

## Thèmes
Selon Takahashi, chaque série a des thèmes différents. Les trois séries que sont Xenogears, Xenosaga et Xenoblade font toutes l'usage de plusieurs thèmes relatifs à la religion, à la psychologie et à la philosophie. Xenogears fait notamment référence à des concepts de Friedrich Nietzsche, Sigmund Freud et Carl Jung. On peut le retrouver dans la psychologie du protagoniste, Fei, qui est divisée en plusieurs personnalités distinctes dont Id qui est la plus violente d'entre toutes. Certains personnages sont des références claires à des philosophes ou concepts, on a cité Id mais on peut aussi penser au personnage de Lacan inspiré par le psychanalyste français. De plus, Xenogears utilise des références et des motifs propres aux croyances des religions abrahamiques en y incorporant des concepts d'autres religions comme la réincarnation propres notamment au bouddhisme et à l'hindouisme. On peut aussi retrouver des noms et des lieux qui font directement référence aux religions tel que l'Yggdrasil de la mythologie nordique, la Tour de Babel, on retrouve même une organisation nommée l'Église,. La cinématique d'introduction du jeu commence sur ces mots:
« Je suis l'Alpha et l'Oméga,
Le premier et le dernier,
Le commencement et la fin. »
— Apocalypse, Chapitre 22, Verset 13
Le jeu prend ses inspirations de plusieurs produits culturels tel que Gundam, Soleil vert ou Neon Genesis Evangelion. C'est ce syncrétisme d'idées, de concepts et d'œuvres qui marque l'œuvre de Takahashi.
Il y a une volonté dans l'œuvre de Takahashi que ses jeux puissent faire passer des messages construits sur de nombreuses références diverses et complexes dans des domaines comme la philosophie, la religions ou la psychanalyse afin de rendre ces sujets compliqués ou obscurs plus accessibles pour le grand public.
« Je sais que dans la vraie vie, si Tetsuya Takahashi parlait à un groupe de jeunes, ils n'accepteraient jamais le message. Donc j'utilise les histoires et les personnages que j'ai créés pour qu'ils deviennent mes porte-paroles. »
— Tetsuya Takahashi, Xenosaga -Official Design Materials-, 2002
« Les travaux de Nietzsche, Freud et Jung faisaient partie des intérêts communs que je partageais avec Takahashi. Xenogears est essentiellement une histoire sur nous : "D'où venons nous, que sommes nous, et où est-ce-que nous allons ?". À cet égard, ces concepts nous ont beaucoup inspirés. »
— Soraya Saga, Interview pour Siliconera, 2010
Xenosaga utilise de nombreuses références religieuses, notamment au Nouveau Testament mais aussi au gnosticisme, au judaïsme et à la philosophie jungienne. Le scénariste principal du jeu explique que les thèmes abordés font référence à d'autres religions du monde. Ainsi on retrouve plusieurs personnages bibliques tels que Jesus-Christ ou Marie Madeleine. On y retrouve aussi les travaux de Nietzsche dans les jeux Xenosaga : le thème principal du premier Xenosaga tire son origine dans la notion de la "volonté de puissance", un concept inventé par Nietzsche pour tenter d'expliquer la force qui est à l'origine de la motivation de l'humanité. Les sous-titres des principaux jeux Xenosaga sont tous des références à des idées ou des travaux de Nietzsche,.

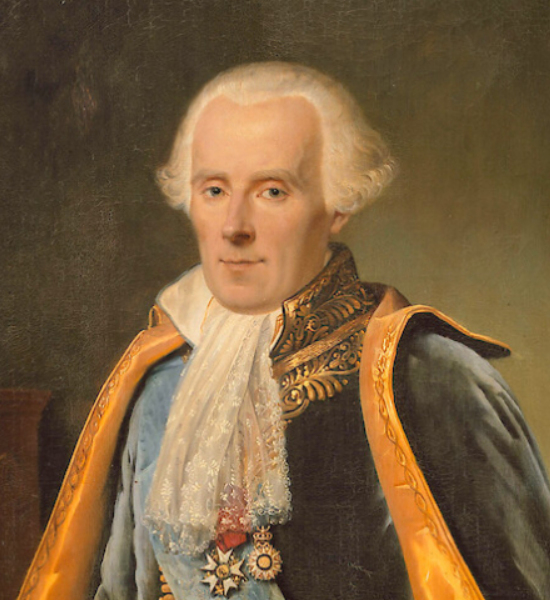
Pierre-Simon de Laplace, mathématicien, astronome, physicien et homme politique français convaincu que l'état de l'Univers pouvait être prédit grâce au déterminisme

Les thèmes de Xenoblade Chronicles et de Xenoblade Chronicles 3 se concentrent sur les personnages principaux qui tentent d'échapper à un destin prédéterminé par des puissances supérieures là où Xenoblade Chronicles 2 de définir les raisons de l'existence de l'Homme,. Le premier jeu a, au centre de sa narration, les visions qui lui permettent d'explorer les thèmes du déterminisme de Laplace en utilisant aussi de nombreuses références au récit gnostique tel que la ville d'Alcamoth, la Monade que l'on retrouve dans le personnage d'Alvis ou encore Yaldabaoth dans celui de Zanza. Xenoblade Chronicles 2 explore lui les thèmes du sens de l'existence de l'Homme, de nombreux personnages sont confrontés à une remise en question de leurs idéaux et combats. Xenoblade Chronicles 3 reprend certains thèmes déjà explorés dans les jeux précédents de la série telle que la réincarnation qui était déjà présent dans Xenogears  et Xenosaga. Xenoblade Chronicles X s'éloigne délibérément de ces sujets et de ce type d'incorporation des thèmes philosophiques dans l'œuvre. Selon Takahashi, le but principal du jeu était de créer un gameplay solide sur lequel il pourrait se baser pour ses prochains travaux. Malgré ces différences, Xenoblade Chronicles X traite de thématiques proches de celles de Xenoblade Chronicles,.

## Système de jeu

### Écrans des jeux
Dans Xenogears et Xenosaga, il y a trois écrans de jeux principaux : le menu où le joueur peut voir les capacités et les équipements des personnages, les terrains qui sont les lieux ou les personnages évoluent et où la majeure partie de l'histoire est racontée, et enfin l'écran de combat où le joueur se bat contre un ou plusieurs ennemis.
De plus, dans Xenogears, il existe aussi une carte du monde similaire à celle de Final Fantasy VII sur laquelle les personnages se déplacent pour effectuer de grandes distances. Elle fait office de passerelle entre les différents terrains. Sur ces terrains, des ennemis peuvent être rencontrés lorsque l'on se déplace à pied ou à bord des Gears. Aussi, le groupe a accès à un vaisseau nommé l'Yggdrasil qui est utilisé pour éviter les combats et se déplacer à sur des zones inaccessibles à pied.
Pour les Xenoblade, il n'y a pas d'écran de combat particulier puisqu'ils se déroulent dans l'environnement où le joueur évolue,, le joueur peut décider de traverser toute la carte sans affronter aucun ennemi ce qui rapproche cette série des Action-RPG. Dans Xenobalde X et Xenoblade 3, il est possible de se déplacer dans des véhicules. Il existe aussi une carte du monde sauf que différemment à celle de Xenogears, le joueur ne s'y déplace pas : elle comprend la liste des zones visitées et les différents lieux de cette zone où le joueur peut se téléporter. Le menu est toujours présent et permet notamment de voir les capacités des personnages, de changer leur apparence et d'accéder à la carte du monde.

### Systèmes de combat
Xenogears possède un système de combat au tour par tour assez original qui change des RPG de son temps. À chaque tour, le joueur peut utiliser des objets ou des compétences magiques (appelées Chi ou Ether) comme dans tous les autres jeux de l'époque. Or le jeu incorpore deux éléments qui changent drastiquement la façon de jouer au jeu : les combos où le joueur fait un enchaînement précis de touches afin de faire un Deathblow, une attaque dévastatrice qui fait plus de dégâts qu'un enchaînement de coups normal. Le joueur est limité dans le nombre d'attaque qu'il peut effectuer par le nombre d'AP qu'il possède. Chaque touche a une valeur propre :  = 1AP,  =  2AP et  = 3AP. Par exemple, si Fei utilise le combo  alors il lancera l'attaque Senretsu. Il est possible de stocker les AP non utilisés afin de s'en servir plus tard pour enchaîner plusieurs combos en un seul tour. Le jeu introduit aussi les Gears qui offrent un nouveau paradigme de combat en ajoutant des notions de boosters et de carburant nécessaires au fonctionnement de l'arme.
Le premier Xenoblade sur lequel se baseront les jeux futurs abandonne le tour par tour pour se rapprocher d'un action-RPG les personnages possèdent des capacités appelées "Arts" qui se rechargent au bout d'un certain temps à l'instar des MMORPG tel que World of Warcraft. Ces Arts peuvent altérer l'état des adversaires ou des alliés, ils peuvent soigner, ou faire une attaque. En plus de ces Arts, chaque personnage possède une jauge d'attaque spéciale qui se recharge en effectuant une auto-attaque. En faisant cela, le groupe fera monter une jauge d'enchaînement qui permet de faire une attaque chaînée où tous les membres du groupe exécutent une ou plusieurs actions afin d'infliger le plus de dégâts possible à l'ennemi qui ne peut pas riposter. De plus, à certains moments, le joueur reçoit une vision qui lui permet de prédire des attaques et ainsi éviter ou tenter de limiter les dégâts.
Pour Xenoblade Chronicles 2, les Arts sont toujours présents mais cette fois-ci, ils se rechargent au nombre d'auto-attaques effectuées. De plus, ils sont accompagnés de Lames; des invocations qui peuvent utiliser des attaques spéciales. En faisant une combinaison particulière d'attaques de Lames (combo de Lame), le joueur infligera un "sceau" à l'ennemi. Le but étant d'en accumuler le plus possible et de lancer une attaque chaînée afin de briser ces sceaux et d'infliger de nombreux dégâts à l'adversaire,.

Un Ouroboros, représentant un serpent se mordant la queue. Cette créature mythique symbolise l'éternité et un éternel recommencement. Il s'agit du nom du groupe des héros de Xenoblade Chronicles 3.

Xenoblade Chronicles 3 fait lui un mélange des systèmes de Xenoblade 1 et 2 : les Arts des Lames de Keves, nation issue du monde de Xenoblade 1, se rechargent au fil du temps alors que ceux d'Agnus, nation issue du monde de Xenoblade 2, se rechargent grâce aux auto-attaques. Chaque personnage a la possibilité de choisir sa classe et il est aussi possible grâce aux Arts de maître d'ajouter trois Arts supplémentaires d'autres classes de la nation opposée de la classe du personnage. Le jeu ajoute aussi les Ouroboros : des créatures créées de la fusion de deux personnages du groupe, il est possible de se changer en Ouroboros durant un temps limité durant lequel on peut utiliser de nouveaux Arts sans temps de recharge. Il est possible de changer le personnage que l'on contrôle durant le combat,.

## Création

### Développement
Xenogears, le premier jeu de ce qui deviendrait plus tard la Xenoseries, était originellement proposée à Square par Tetsuya Takahashi et Kaori Tanaka, plus connue sous le nom de Soraya Saga, comme le scénario de Final Fantasy VII. Cependant la proposition est rejetée car les thèmes abordés sont considérés trop matures pour un jeu Final Fantasy. Takahashi a été autorisé à travailler sur une histoire originale basée sur ce scénario. Après avoir initialement tenté de faire de cette histoire une prequel à Chrono Trigger, Takahashi sera finalement autorisé à en faire un projet unique et commence le développement de Project Noah environ deux ans avant la sortie finale du jeu. L'histoire du jeu est si grande et si complexe que les développeurs écrivent un livre de plus de 350 pages uniquement dédié à donner toutes les précisions nécessaires à la compréhension de l'œuvre. Le jeu est divisé en 2 CDs. Le premier disque est complet et comprend tous les éléments du jeu. Cependant, le second disque n'est que le résumé de ce qu'aurait du être la deuxième partie du jeu. L'exploration n'est réduite qu'aux donjons de boss et l'histoire est racontées par les personnages lors d'interludes de longs textes ce qui rend ce second disque moins appréciable que le premier faute de manque de temps,. Alors qu'un deuxième Xenogears était prévu, Square décide de se focaliser sur la série des Final Fantasy, une décision qui n'est pas en accord avec ce que Takahashi voulait pour la suite de son œuvre. Il décide alors de quitter Square et fonde sa propre entreprise Monolith Soft en 1999 avec une partie de l'équipe de Xenogears. Monolith Soft est créée afin que Takahashi puisse continuer de travailler sur les concepts et l'histoire de Xenogears, et, avec le financement de Namco lui et son équipe commencent à travailler sur Xenosaga en se basant sur certains éléments des premiers chapitres de Perfect Works.
À l'instar de Xenogears, la série des Xenosaga a aussi rencontré des problèmes durant son histoire : le deuxième jeu sorti n'a pas reçu le succès commercial attendu ce qui a eu pour effet de réduire le nombre de jeux de la série de six à trois épisodes,. De plus, là où le premier jeu était assez équilibré, le deuxième est assez inégal entre la proportion que prend l'histoire et la qualité du gameplay. Pour le troisième jeu, l'équipe tente, encore une fois, de rééquilibrer la balance entre histoire et gameplay tout en essayant de conclure l'histoire. Après l'échec de Xenosaga l'équipe de Monolith Soft avait le moral bas.
La série des Xenoblade Chronicles commence pendant le développement de Disaster: Day of Crisis où Takahashi a l'idée d'un jeu qui se passerait sur les corps d'anciens dieux endormis. C'est après avoir créé une maquette avec un autre membre de l'équipe que Monolith Soft que commence le développement d'un nouveau jeu de la série Xeno. Originellement, ce jeu était censé s'appeler Monado: The Beginning of the World, mais le directeur de Nintendo de l'époque, Satoru Iwata, décide de changer le nom du jeu afin de rendre hommage au travail de Takahashi sur ses anciens jeux. En travaillant avec des restrictions claires et en tentant de s'éloigner d'un type de jeu avec de nombreuses cinématiques. Monolith Soft travaille dur pour améliorer l'équilibre entre gameplay et histoire. Pour Xenoblade Chronicles X, les développeurs se sont surtout concentrés sur l'aspect gameplay du jeu notamment avec un monde ouvert vaste qu'il est possible d'explorer de plusieurs manières. De plus, durant le développement de Xenoblade Chronicles X, une partie de Monolith Soft aidait Nintendo à travailler sur le nouveau jeu de la licence The Legend of Zelda : Breath of the Wild. Autour de la date de sortie de Xenoblade Chronicles X, Takahashi a expliqué que, si la possibilité de créer un autre jeu Xenoblade s'offrait à lui, alors il le ferait dans un style plus proche des JRPG classiques similaires à Xenoblade Chronicles. Il a expliqué souhaiter continuer la série en explorant plusieurs possibilités sans rester confiné à un genre spécifique. Il a aussi expliqué qu'il aimerait continuer le système de cœurs mis en place dans Xenoblade Chronicles X afin qu'il prenne une place plus importante dans l'histoire pour leurs prochains projets. Deux ans plus tard, Xenoblade Chronicles 2 sort sur la Nintendo Switch et retourne sur un JRPG plus classique construit autour de l'histoire. La création de Xenoblade Chronicles 3 débute entre Xenoblade X et Xenoblade 2.

### Musique

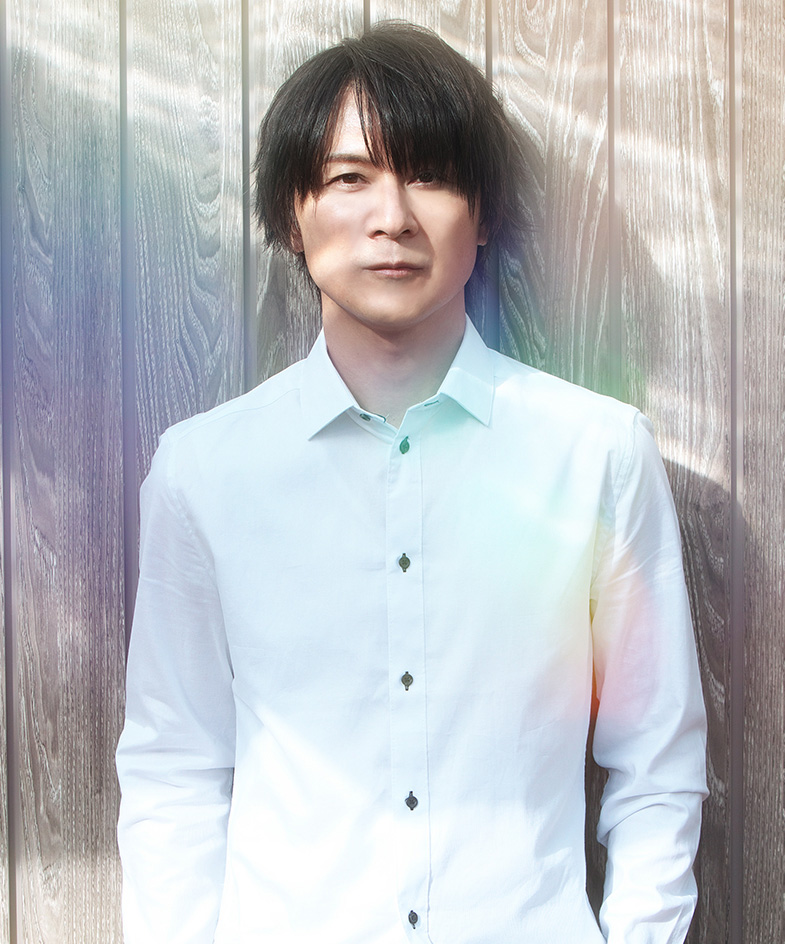
Yasunori Mitsuda en 2019

La série Xeno est aussi reconnue pour sa musique. Un des compositeurs principaux de cette méta-série est Yasunori Mitsuda, déjà connu pour son travail sur Chrono Trigger, il aussi travaillé sur Xenogears, Xenosaga Episode I, Xenoblade Chronicles 2 et Xenoblade Chronicles 3,. Pour Xenosaga Episode II, deux compositeurs travaillent sur le jeu, il s'agit de Yuki Kajiura et de Shinji Hosoe. La première compose les musiques des cinématiques, et le second celui des phases de gameplay. Cependant, ils ne se sont pas rencontrés une seule fois durant le projet, ce qui laisse la bande son assez irrégulière entre les différents titres. Enfin, pour le troisième Xenosaga, la musique revient uniquement à Kajiura.
Sur le premier Xenoblade, les compositeurs principaux sont ACE+, Yoko Shimomura et Manami Kiyota. Mitsuda a été contacté par Takahashi pour qu'il compose la musique épilogue du jeu : "Beyond the sky (ending theme)". Pour Xenoblade Chronicles 2, Mitsuda s'est entouré de ACE, Kenji Hiramatsu et de Manami Kiyota pour composer une bande son de 120 titres, le projet le plus ambitieux de Mitsuda à l'époque. Pour Xenoblade Chronicles: Definitive Edition, ACE accompagné d'autres compositeurs arrangent certaines des musiques qu'ils avaient écrites  près de dix ans auparavant et en composent de nouvelles pour le chapitre épilogue de cette version du jeu. Les musiques de Xenoblade Chronicles 3 ont été composées par Yasunori Mitsuda, ACE, Manami Kiyota, Kenji Hiramatsu et de Mariam Abounnasr,,. Pour la création de la musique, L'équipe de Monolith Soft fit créer des flûtes Shinobue à l'identique de celles présentes dans le jeu. Ce sont ces mêmes flûtes qui ont servies à l'enregistrement de la bande son du jeu. Bande son qui contient près de 140 musiques. La musique du générique de fin du DLC de Xenoblade Chronicles 3 est interprété par Joanne Hogg (en) qui a aussi interprété les musiques de Xenogears et de Xenosaga I.

### Sorties à l'étranger
Au début du développement, Square disait que Xenogears ne sortirait probablement pas hors du Japon à cause du contenu religieux sensible aux Etats-Unis. La traduction du jeu en devient encore plus compliquée avec les traducteurs présents au début du projet qui le quittent ou demandent à être réaffecté sur un autre projet. Cela impliquait que Richard Honeywood, un des seuls traducteurs du jeu, devait traduire le jeu en anglais en restant fidèle à l'œuvre originale tout en arrangeant les sujets religieux sensibles évoqués. Notamment en incitant l'équipe de développement du jeu de renommer un boss nommé "Yahweh" en "Deus" pour éviter d'affoler les communautés religieuses conservatrices du pays. Bien que les trois jeux de Xenosaga soient sortis au Japon et en Amérique du Nord, ils ne sortent jamais en Europe ; les spin-offs, eux, restent exclusifs au Japon. Xenoblade Chronicles n'était originellement pas annoncé pour une sortie à l'étranger. Malgré une sortie en Europe prévue pour 2011, la sortie en Amérique du Nord était assez incertaine. À un tel point que plusieurs communautés de fans décident de lancer l'Operation Rainfall afin de montrer leur l'intérêt pour le jeu et forcer Nintendo à le sortir en Amérique du Nord,. Plus tard, pour l'annoncement de Xenoblade Chronicles X, Takahashi déclara que la série des Xenoblade Chronicles est conçue pour une audience internationale, et qu'il était ravi que le jeu sorte la même année au Japon et dans le reste du monde. Xenoblade Chronicles 2 et 3 sortent tous les deux à une date commune à l'internationale : le 1er décembre 2017 pour Xenoblade 2 et le 29 juillet 2022 pour Xenoblade Chronicles 3, bien qu'initialement prévu pour le mois de septembre de cette même année.

#### Censure
On recense aussi certains cas de censure dans les jeux. Une scène sexuellement explicite dans Xenosaga fut modifiée pour les copies occidentales. Le premier et le troisième Xenosaga ont eux aussi eu droit à des modifications pour l'Occident : dans le premier jeu, une scène entre l'antagoniste principal Albedo et MOMO est significativement atténuée ; et dans le troisième jeu, le sang a été retiré, ce qui rend certaines cinématiques confuses. Xenoblade Chronicles X a lui aussi eu droit à de la censure, en effet, certains vêtements de Lin sont modifiés pour être moins révélatrice.

## Accueil

### Réception
| Jeu                                                | Metacritic |
| -------------------------------------------------- | ---------- |
| Xenogears                                          | (PS1) 84   |
| Xenosaga Episode I: Der Wille zur Macht            | (PS2) 83   |
| Xenosaga Episode II: Jenseits von Gut und Böse     | (PS2) 73   |
| Xenosaga Episode III: Also sprach Zarathustra      | (PS2) 81   |
| Xenoblade Chronicles                               | (Wii) 92   |
| Xenoblade Chronicles                               | (3DS) 86   |
| Xenoblade Chronicles X                             | (WiiU) 84  |
| Xenoblade Chronicles 2                             | (NS) 83    |
| Xenoblade Chronicles 2: Torna – The Golden Country | (NS) 80    |
| Xenoblade Chronicles: Definitive Edition           | (NS) 89    |
| Xenoblade Chronicles 3                             | (NS) 89    |
| Xenoblade Chronicles 3: Un avenir retrouvé         | (NS) 92    |
| Xenoblade Chronicles X: Definitive Edition         | (NS) 86    |

Dès ses débuts, la série Xeno est reconnue par les critiques. IGN décrit Xenogears comme « le meilleur RPG de l'année », aussi bien que pour l'histoire que pour le gameplay, les graphiques et la musique. Le jeu était noté 16e dans le sondage de 2006 de Famitsu et 32e dans le sondage d'IGN sur le meilleur jeu de tous les temps,.
Famitsu fait l'éloge de la construction du monde et du développement des personnages de Xenosaga Episode I: Der Wille zur Macht, GamePro, lui, déclare que l'histoire et les personnages rivalisent facilement avec ce que l'on peut trouver dans un bon roman de science-fiction ou dans les meilleurs animes de l'époque. Xenosaga Episode II: Jenseits von Gut und Böse est le jeu le moins apprécié de la série. D'après Eurogamer, même si l'histoire et les personnages restent bons, le scénario est long et se complexifie trop, ce qui rend le jeu compliqué à apprécier pour une personne qui débuterait dans la série car le jeu requiert une bonne connaissance de l'opus précédent. De plus, le système de combat est très peu apprécié et cela se ressent dans les notes données par les critiques. Pour Xenosaga Episode III: Also sprach Zarathustra, les sentiments sont partagés : chez Eurogamer, Simon Parkin pense que le grand nombre de références philosophiques et religieuses ont tendance à étouffer le scénario et les personnages. Mais malgré cela, il trouve que la fin du jeu arrive bien à lier et à terminer les nombreux arcs narratifs débutés dans les jeux précédents. Famitsu a apprécié la narration du jeu mais regrette qu'elle ait du mal à se concentrer autour d'une histoire en particulier à cause des nombreux arcs narratifs qu'il fallait conclure. De son côté, IGN a apprécié le fait que le système de combat puise dans les deux jeux précédents mais regrette qu'il n'y ait pas d'intégration de nouvelles mécaniques de jeu. Après cette expérience mitigée, l'équipe de Monolith Soft décide de commencer le développement d'un nouveau projet, Monado: The Beginning of the World un jeu qui deviendra plus tard Xenoblade Chronicles.
Xenoblade Chronicles est un des jeux de la Xenoseries le plus acclamé par les critiques ayant reçu la note maximale par plusieurs critiques notamment GamePro et Joystiq, et de très bons scores auprès de la plupart des magazines et sites de jeux vidéo. Le jeu est "universellement acclamé" selon le site Metacritic,,. Le jeu a aussi été nommé pour de nombreuses récompenses, comme le Japan Game Award où il reçut le prix d'Excellence. Sur le site IGN, Xenoblade Chronicles a été nommé dans les catégories "Meilleur RPG", "Meilleur histoire Wii/WiiU", "Meilleur jeu de rôle" et "Meilleure histoire",,,. De son côté, Xenoblade Chronicles X reçut une bonne opinion de la part des critiques ; Dengeki lui donne une note positive s'en réfère en tant que chef-d'œuvre, il met en avant le gameplay, le monde ouvert détaillé, l'histoire et la musique et dit qu'il s'agit d'un « très haut niveau de perfection ». Nintendo Life a apprécié le système de combat, les plusieurs mises à niveau, la taille du monde et des graphismes mais a critiqué les pics de difficultés occasionnels et les quêtes secondaires. Certaines critiques sont, elles, plus déçues par l'histoire, le système de jeu complexe et l'inconsistance de la musique. Xenoblade Chronicles 2 est, comme pour les jeux précédents, encensé par les critiques. John Rairdin de Nintendo World Report, qui a donné une note de 9,5/10 au jeu, le considère comme « un des JRPGs le plus fin de sa génération si ce n'est le plus fin de tous les temps ». Il fait l'éloge de la musique, des environnements variés, du système de combat moins lent que le premier jeu et l'histoire passionnante; il déclare « Si on met de côté les petits défauts, c'est une des histoires les plus captivantes à laquelle je n'ai jamais joué, avec un système de combat plus fun et grandement amélioré et cette bande son originale qui est au delà de ce monde. Ce jeu est un incontournable pour les JRPGs sur la Switch et je doute qu'il soit dépassé un jour ». Jeuxvideo.com est plus mitigé, il reconnait les grandes qualités du jeu que sont la musique, l'histoire et le système de combat mais regrette que les graphismes ne permettent pas d'avoir une bonne compréhension des combats et gâchent un peu les décors; de plus, durant certaines cinématiques, les personnages ont des mouvements robotiques, ce qui nuit un peu à l'immersion. Pour l'extension et prequel de Xenoblade 2, Torna – The Golden Country, le jeu est reçu positivement par les critiques avec certaines qui étaient enthousiastes pour l'extension de l'histoire et l'optimisation du jeu,. D'autres notent des personnages attachants, une histoire intéressante et un système de combat amélioré,. Pour Xenoblade Chronicles Definitive Edition - Future Connected, un chapitre épilogue au jeu de base compris dans cette version sur Nintendo Switch qui se termine en une dizaine d'heures. La plupart des critiques sont enthousiastes à propos de ce nouveau chapitre avec de nouvelles musiques, un système de combat renouvelé et une histoire cohérente qui permet de faire le lien entre la fin du jeu original avec les futurs jeux de la série en introduisant de nouveaux ennemis et en approfondissant la personnalité de certains personnages,. Certains, en revanche, regrettent que cette extension ne soit pas aussi ambitieuse que l'histoire qu'elle raconte. Xenoblade 3 est pour sa part bien reçu part les critiques qui reconnaissent la qualité de l'optimisation du jeu sur console, le système de combat ainsi que l'histoire plus mature mais pointent des environnements datés et moins mémorables,,. Le DLC de Xenoblade 3 est très bien reçu du fait du retour des protagonistes des opus précédents, l'explication de certains points de l'histoire ainsi que des systèmes de combat et d'exploration retravaillés,.

### Ventes
En mars 2003, Xenogears avait vendu plus d'un million de copies avec 910 000 copies au Japon et 280 000 à l'étranger. Le premier Xenosaga était considéré comme un succès commercial par Namco avec ses 450 000 ventes,. Le deuxième Xenosaga, lui, n'a pas reçu autant d'engouement et n'a vendu que 280 000 copies au Japon à la date de février 2005 selon le rapport fiscal de Namco. Le nombre de ventes final a juste dépassé 50% des celles attendues. Le dernier jeu de la série a vendu 343 000 copies à travers le monde. Finalement, les Xenosaga n'ont pas été une grande réussite commerciale. Xenoblade Chronicles s'est bien vendu au Japon en, en 2013, le nombre de ventes s'élevait à 200 000, mais aussi en Europe et en Amérique du Nord,. Malgré les difficultés auxquelles Xenoblade Chronicles X a été confronté, notamment liées au fait que le jeu soit sorti sur la Wii U, une console qui s'est plutôt mal vendue, le nombre de vente augmente par rapport au premier jeu de la série et se vend mieux hors du Japon,. Xenoblade Chronicles 2 est un des jeux qui s'est le plus vendu en 2017 sur la Nintendo Switch, tandis qu'en septembre 2020, il franchit le cap des 2 millions de ventes. Xenoblade Chronicles: Definitive Edition est le jeu de la Xenoseries qui s'est le mieux vendu avec plus d'1 million d'exemplaires vendus en 1 mois,. Le jeu a notamment participé au progrès des bénéfices de Monolith Soft de 138,2%,. Xenoblade Chronicles 3 a lui réalisé le meilleur démarrage de la série en 2 mois, avec 1,72 million d'exemplaires distribués.

## Postérité

### Postérité dans le milieu du jeu vidéo
Le thème des personnalités multiples du protagoniste amnésique et certains thèmes religieux et philosophiques présents dans le scénario proposé par Tetsuya Takahashi et Soraya Saga, sont restés dans la suite du projet de Final Fantasy VII, Takahashi avait une certaine influence sur les équipes de Final Fantasy notamment du fait de son implication en tant que directeur graphique pour Final Fantasy VI.

### Dans la culture populaire

#### Anime
Un anime nommé Xenosaga: The Animation, basé sur les évènements de Xenosaga, a été produit par Namco et Monolith Soft. Il est passé pour la première fois à la télé sur TV Asahi en janvier 2005 au Japon. L'histoire est basée sur le premier jeu de la série avec de légères modifications par rapport au scénario.

#### Jeu vidéo
Plusieurs références à Xenogears sont présentes dans Final Fantasy VII: les histoires des protagonistes sont comparables, et certains dialogues de Cloud font échos aux paroles d'une musique de Xenogears,,. De même, dans Xenogears, on trouve des références à Final Fantasy VII comme des posters à l'effigie de Tifa Lockhart par exemple.
Dans Namco x Capcom, on peut retrouver Shion Uzuki, MOMO et KOS-MOS de Xenosaga.
Plusieurs personnages de la série Xeno peuvent être retrouvés dans les jeux de la série Project X Zone où l'on peut voir KOS-MOS et T-elos de Xenosaga et Fiora et le Facia Noir de Xenoblade Chronicles,,.
Dans World of Final Fantasy, un boss secret nommé "XG" qui est la Xenogears, version finale de la Gear de Fei, peut être combattue par le groupe.
Dans The Legend of Zelda: Breath of the Wild, Link peut débloquer le costume de Rex, le protagoniste de Xenoblade Chronicles 2.
À l'occasion d'une collaboration entre Xenogears et Final Fantasy: Brave Exvius, Fei, Id et Grahf sont inclus dans le jeu,. Plus tard, Elly et Citan sont inclus à l'occasion d'un nouvel évènement.
Dans Xenoblade Chronicles 2, KOS-MOS et T-elos sont présentes dans le jeu de base en tant que Lame. En se procurant le DLC, il est possible d'avoir en plus Shulk, Fiora et Elma de Xenoblade et de Xenoblade X.
Dans Super Smash Bros. for Nintendo 3DS / for Wii U, Shulk, le personnage principal de Xenoblade Chronicles rejoint le casting des personnages. Il sera de retour dans Super Smash Bros. Ultimate où les costumes Mii de Dunban, Rex et de Nia sont disponibles. Plus tard, Pyra et Mythra rejoindront le casting en tant que combattantes du pass d'extension.